# Libav
Libav è un progetto libero e open source fork di FFmpeg che fornisce librerie e programmi per gestire e manipolare dati multimediali. Le parti più conosciute di Libav sono: libavcodec, libreria per la decodifica audio/video usata da diversi altri progetti; libavformat, libreria orientata al demuxing ed I/O; avconv, programma a riga di comando per la ricodifica di stream multimediali.
Il codice sorgente di Libav è pubblicato secondo la GNU Lesser General Public License 2.1+.
Libav supporta molteplici sistemi operativi sia famosi quali Linux, macOS o Microsoft Windows, sia di nicchia quali AmigaOS o Haiku. La maggior parte delle piattaforme hardware è supportata.

## Lista dei Componenti del Progetto
avconvConvertitore e Cattura di flussi audio e video
avplayUn semplice player che usa SDL.
avprobeFornisce informazioni sui flussi multimediali in formati facili da leggere e parsare.
libavcodecLibreria di codifica e decodifica audio/video.
libavfilterLibreria per la modifica ed analisi dei flussi decodificati.
libavformatLibreria per il muxing in/demuxing da formati contenitore.
libavresampleLibreria per il resampling e mixing degli stream audio
libavutilLibreria di funzioni comuni, include hash, compressori di byte e funzioni stringa.

## Video codec supportati
Libav fornisce decoder ed encoder per i seguenti formati video:
- Adobe Flash Player related video codecs: Screen video, Screen video 2, Sorenson 3 Codec, VP6 and Flash Video (FLV)
- Asus v1
- Asus v2
- AVS (decoding only)
- CamStudio (decoding only)
- Cinepak (decoding only)
- Creative YUV (CYUV, decoding only)
- Dirac (decoding only)
- DNxHD
- Duck TrueMotion v1 (decoding only)
- Duck TrueMotion v2 (decoding only)
- Flash Screen Video
- FFV1
- ITU-T video standards: H.261,[4] H.262/MPEG-2 Part 2, H.263[4] and H.264/MPEG-4 AVC[4]
- H.263
- H.264/MPEG-4 AVC (native decoder, encoding through x264)
- H.265/HEVC (unofficially, not yet merged into the main branch)[5]
- Huffyuv
- id Software RoQ Video
- Intel Indeo (decoding only)
- ISO/IEC/ITU-T JPEG image standards: JPEG, JPEG-LS and JPEG 2000
- Lagarith (decoding only)
- LOCO (decoding only)
- DVD Forum standards related / Dolby audio codecs: MLP (aka TrueHD) and AC-3
- Mimic (decoding only)
- MJPEG
- MPEG-1
- MPEG-2/H.262
- ISO/IEC MPEG video standards: MPEG-1 Part 2, H.262/MPEG-2 Part 2, MPEG-4 Part 2 and H.264/MPEG-4 AVC

- MPEG-4 Part 2 (the format used for example by the popular DivX and Xvid codecs)
- On2 VP8 (native decoder, encoding through libvpx)
- On2: Duck TrueMotion 1, Duck TrueMotion 2, VP3, VP5,[4] VP6[4] and VP8
- Apple ProRes
- Apple QuickDraw (decoding only)
- QuickTime related video codecs: Cinepak, Motion JPEG, ProRes, Sorenson 3 Codec, Animation codec (RLE), Apple Video (RPZA), Graphics Codec (SMC)
- RAD Game Tools: Smacker video and Bink video
- RenderWare: TXD[6]
- RealVideo RV10 and RV20
- RealVideo RV30 and RV40 (decoding only)
- RealPlayer related video codecs: RealVideo 1, 2, 3 and 4
- VC-1 (decoding only)
- Smacker video (decoding only)
- Sorenson SVQ1
- Sorenson SVQ3 (decoding only)
- Theora (native decoder, encoding through libtheora)
- Sierra VMD Video (decoding only)
- VMware VMnc (decoding only)
- Westwood Studios VQA (decoding only)
- Windows Media Player related video codecs: Microsoft RLE, Microsoft Video 1, Cinepak, Indeo 2, 3 and 5,[4] Motion JPEG, Microsoft MPEG-4 v1, v2 and v3, WMV1, WMV2 and WMV3 (aka VC-1)
- SMPTE video standards: VC-1 (aka WMV3), VC-2 (aka Dirac), VC-3 (aka AVID DNxHD) and DPX image
- Wing Commander/Xan Video (decoding only)
- Xiph.Org: Theora, Speex (via libspeex), Vorbis and FLAC

## Codec audio supportati
Libav fornisce decoder ed encoder per i seguenti formati audio:
- 8SVX (decoding only)
- Adobe Flash Player related audio codecs: Adobe SWF ADPCM and Nellymoser Asao
- AAC
- AC-3
- 3GPP vocoder standards: AMR-NB, AMR-WB (aka G.722.2)
- ITU-T vocoder standards: G.711 µ-law, G.711 A-law, G.721 (aka G.726 32k), G.722, G.722.2 (aka AMR-WB), G.723 (aka G.726 24k and 40k), G.723.1, G.726, G.729 and G.729D
- Apple Lossless
- ATRAC3 (decoding only)
- Cook Codec (decoding only)
- DTS (encoder is highly experimental)
- EA ADPCM (decoding only)
- E-AC-3
- FLAC (24/32 bit support for decoding only[8])
- GSM 06.10 (native decoder, encoding through libgsm)
- GSM related voice codecs: Full Rate
- Intel Music Coder (decoding only)
- Meridian Lossless Packing / Dolby TrueHD (decoding only)
- Monkey's Audio (decoding only)
- MP2
- MP3 (native decoder, encoding through LAME)
- ISO/IEC MPEG audio standards: MP1, MP2, MP3, AAC, HE-AAC and MPEG-4 ALS
- Nellymoser Asao Codec in Flash

- NTT: TwinVQ
- QCELP (decoding only)
- QDM2 (decoding only)
- QuickTime related audio codecs: QDesign Music Codec 2 and ALAC
- RealAudio 1.0
- RealAudio 2.0 (decoding only)
- RealPlayer related audio codecs: RealAudio 3, 6, 7, 8, 9 and 10 (aka ralf or RealAudio Lossless format)
- RealPlayer related voice codecs: RealAudio 1, 2 (variant of G.728), 4 and 5
- Shorten (decoding only)
- SMPTE audio standards: SMPTE 302M
- Sony: ATRAC1 and ATRAC3[4]
- Truespeech
- TTA (decoding only)
- TwinVQ (decoding only)
- Vorbis
- WavPack (decoding only)
- Windows Media Audio 1
- Windows Media Audio 2
- Windows Media Audio 9 Professional (decoding only)
- Windows Media Audio Voice (decoding only)
- Windows Media Player related audio codecs: WMA1, WMA2, WMA Pro, and WMA Lossless
- Windows Media Player related voice codecs: WMA Voice and MS-GSM

### Formati contenitore
- ASF
- AVI and also input from AviSynth
- BFI[9]
- CAF
- FLV
- GXF, General eXchange Format, SMPTE 360M
- IFF[10]
- RL2[11]
- ISO base media file format (including QuickTime, 3GP and MP4)
- Matroska (including WebM)
- Maxis XA[12]
- MPEG program stream

- MPEG transport stream (including AVCHD)
- Material eXchange Format SMPTE 377M
- MSN Webcam stream[13]
- NUT
- NUV (MythTV NuppelVideo file format)
- Ogg
- OMA[14]
- TXD[6]
- WTV
- WebP

### Protocolli
- Standard IETF: TCP, UDP, Gopher, HTTP, RTP, RTSP and SDP
- Specifici Apple: HTTP Live Streaming
- Specifici RealMedia: RealMedia RTSP/RDT
- Specifici Adobe: RTMP, RTMPT (via librtmp), RTMPE (via librtmp), RTMPTE (via librtmp) and RTMPS (via librtmp)
- Specifici Microsoft: MMS over TCP and MMS over HTTP